# Jean Tirole
Jean Tirole (Troyes, 9. kolovoza 1953.) francuski je ekonomist i stručnjak na područjima mikroekonomije, teorije igara, novčarstva, bihevioralne ekonomije i industrijske organizacije. Dobitnik je Nobelove nagrade za ekonomiju 2014. godine za svoje radove o tržišnoj moći i regulacijama velikih tvrtki.

## Životopis
Rođen je 1953. u Troyesu na istoku Francuske. Pohađao je Politehničku školu, koju završava 1976., a dvije godine kasnije završio je i državnu školu École des ponts ParisTech. Tijekom studija, istovremeno je radio kao sveučilišni novak u jednom od područnim odjela Ministarstva ekologije, održivog razvoja i energije. Nakon diplome, upisuje doktorski studij na pariškom Sveučilištu Dauphine i 1978. stekao doktorat iz matematike na području teorije odluke. Potom odlazi u Sjedinjene Države, gdje 1981. stječe naslov doktora znanosti na Massachusetts Institute of Technology s disertacijom Eseji o ekonomskoj teoriji pod vodstvom mentora Erica Maskina, također dobitnika Nobelove nagrade.
Povratkom u rodnu Francusku postaje ravnatelj istraživačkog odjela Idustrijskog ekonomskog instituta i profesor pri Toulouškoj ekonomskoj školi i Toulouškoj školi menadžmenta. Od 1984. do 1991. radi na MIT-u kao profesor ekonomije, nakon čega predaje na Politehničkoj školi, gdje je i stekao svoja prva znanja iz ekonomije. Bio je predsjednik Ekonometričkog društva u Clevelandu (jednogodišnji mandat 1998.) i predsjednik Europskog ekonomskog društva.
Počasne doktorate drži na sljedećim sveučilištima:
- Slobodno sveučilište u Bruxellesu (1989.)
- Londonska poslovna škola (2007.)
- Montrealsko sveučilište (2007.)
- Mannheimsko sveučilište (2011.)
- Atensko ekonomsko sveučilište (2012.)
- Sveučilište Tor Vergata u Rimu (2012.)
- Sveučilište u Laussanni (2013.)

Član je Američke akademije umjetnosti i znanosti i Američkog ekonomskog društva. Dobitnik je Nagrade Yrjö Jahnsson Europskog ekonomskog društva za značajan doprinos u istraživanju ekonomije i razvoj ekonomskih teorija na području Europe.